# Evangelion: Death and Rebirth
Evangelion: Death and Rebirth (新世紀エヴァンゲリオン DEATH & REBIRTH Shin seiki Evangerion Gekijō-ban: Shito shinsei?) är den första relaterade animen som producerades efter Neon Genesis Evangelion. Den första delen, Death, består av en sextio minuters sammanfattning av seriens första 24 delar, inklusive flera nya scener. Den andra delen, Rebirth, består av en nyproducerad handling som börjar vid avsnitt 24. På grund av tidsbrist var denna nya del ännu inte färdig när filmen släpptes, bara de första 27 minuterna av 40 planerade visades i Rebirth. Fyra månader senare släpptes The End of Evangelion, den andra Evangelion-filmen, inklusive det fullbordade Rebirth under namnet Episode 25: Air.
Filmen och dess efterföljare The End of Evangelion släpptes som svar på seriens framgång på TV och på grund av fansens starka krav på ett annat slut. Det har sedan dess blivit omarbetad och släppt på nytt ett antal gånger.

## Death
Death är den en sextio minuter lång sammanfattning av de första tjugofyra delarna av Neon Genesis Evangelion. Nya scener lades till, som senare lades till i själva serien i dess "Director's Cut". Syftet med Death är att skapa grunden för Rebirth, som är en omgjord version av seriens två sista delar.
Death omarbetades två gånger. En gång som Death(true) i vilken man tog bort de nya scenerna efter att de hade lagts till i serien och visades utan Rebirth. Sedan släpptes ännu en version, Death(true)2 i vilken man hade lagt till Adams embryo i Gendos hand och gjort diverse klipp i filmen. Death(true)2 är versionen som inkluderas i Revival of Evangelion, filmernas slutgiltiga version.

## Death and Rebirth / The End of Evangelion
Den 26 juli 2005 släpptes en box med två skivor som innehöll båda filmer av Manga Entertainment Inc. i USA.

## Musik
Outro:
- Johann Pachelbels Canon in D av Shiro Sagisu -- Death
- Tamashii No Rufuran (Soul Refrain) av Yoko Takahashi -- Rebirth